# Purwa
Purwa é uma cidade e uma nagar panchayat no distrito de Unnao, no estado indiano de Uttar Pradesh.

## Geografia
Purwa está localizada a 26° 28′ N, 80° 47′ L. Tem uma altitude média de 129 metros (423 pés).

## Demografia
Segundo o censo de 2001, Purwa tinha uma população de 21,195 habitantes. Os indivíduos do sexo masculino constituem 51% da população e os do sexo feminino 49%. Purwa tem uma taxa de literacia de 54%, inferior à média nacional de 59.5%: a literacia no sexo masculino é de 62% e no sexo feminino é de 45%. Em Purwa, 15% da população está abaixo dos 6 anos de idade.